# Космос-2345
Космос-2345 је један од преко 2400 совјетских вјештачких сателита лансираних у оквиру програма Космос.
Космос-2345 је лансиран са космодрома Тјуратам, Бајконур, Казахстан, 14. августа 1997. Ракета-носач Протон-К је поставила сателит у орбиту око планете Земље. 